# Robin Williams
Pour les articles homonymes, voir Williams.
Ne pas confondre avec le chanteur Robbie Williams
Robin Williams [ˈɹɑbɪn ˈwɪljəms] est un acteur, humoriste et producteur américain, né le 21 juillet 1951 à Chicago (Illinois) et mort le 11 août 2014 à Paradise Cay (Californie). Débutant au cinéma dans le rôle-titre du film Popeye (1980) de Robert Altman, il se fait connaître avec la série télévisée Mork and Mindy (1978-1983).
Il s'illustre ensuite aussi bien dans le domaine comique que dramatique, avec des films marquant les décennies 1980 à 2010 comme Good Morning, Vietnam (1987), Le Cercle des poètes disparus (1989), L'Éveil (1990), Hook ou la Revanche du capitaine Crochet (1991), Madame Doubtfire (1993), Jumanji (1995), Jack (1996), Insomnia (2002), La Nuit au musée (2006), ou Le Majordome (2013). Robin Williams remporte notamment l'Oscar du meilleur acteur dans un second rôle pour son interprétation dans Will Hunting (1997).
Il apparaît également dans la série télévisée The Crazy Ones (2013).
En 2014, âgé de 63 ans, il se suicide à son domicile : sa veuve attribue ce geste à son désespoir face aux effets de la maladie à corps de Lewy, découverte lors de son autopsie.

## Biographie

### Jeunesse et formation
Robin McLaurin Williams naît à Chicago dans l'Illinois, puis grandit à Bloomfield Hills dans le Michigan et dans le comté de Marin en Californie.
Son père, Robert Fitzgerald Williams, d'ascendance anglaise, galloise et irlandaise, est le responsable de la région du Midwest pour le constructeur automobile Ford. Sa mère, Laurie McLaurin, qui a des origines cadiennes, est un mannequin natif de La Nouvelle-Orléans. Son demi-frère, Robert Todd Williams (Dr. Toad), est mort le 4 août 2007 d'une complication d'une opération de chirurgie cardiaque effectuée un mois plus tôt.
Après de courtes études de sciences politiques, il part à Juilliard School pour y étudier le théâtre, il y rencontre à cette occasion Christopher Reeve avec qui il se lie d'amitié.
Robin considérait Jonathan Winters comme son mentor. Ce à quoi ce dernier rétorquait : « Chez moi, ce mot est considéré comme un vilain mot. Emploie plutôt le mot idole… »[réf. non conforme]

### Débuts artistiques
En 1976, Robin Williams est remarqué par le réalisateur Garry Marshall lors d'une audition pour la série télévisée Happy Days. Celui-ci lui confie le rôle de l'extraterrestre Mork, après que Williams a impressionné les producteurs par son féroce sens de l'humour quand il se met sur la tête pour s'asseoir sur un siège.
Pour ce personnage, il improvise la plupart des dialogues et la mise en scène, en parlant avec une voix haut-perchée et nasale. Son apparition dans la série est si appréciée, qu'on décide d'en faire une série dérivée. Il reprend à partir de 1978 dans la série télévisée Mork and Mindy, jusqu'en 1982. L'écriture du scénario s’accommode de ses improvisations. Ce rôle lui vaut en juillet 1979 un Golden Globe du meilleur acteur dans une série télévisée musicale ou comique (remis par son ami Christopher Reeve).
Toujours en 1978, il sort un album vinyle, Reality… What a Concept (sketchs en live enregistrés au The Copacabana Nightclub à New York City et au The Boarding House à San Francisco), puis en 1988 et 1993, deux contes musicaux pour le label Rabbit Ears, Pecos Bill, et The Fool and the Flying Ship, sur des musiques de Ry Cooder et de The Klezmer Conservatory Band (en).

### Cinéma et télévision
En 1980, Robin Williams fait ses débuts au cinéma dans Popeye de Robert Altman suivi par Le Monde selon Garp (1982) de George Roy Hill adapté du roman du même nom de John Irving.

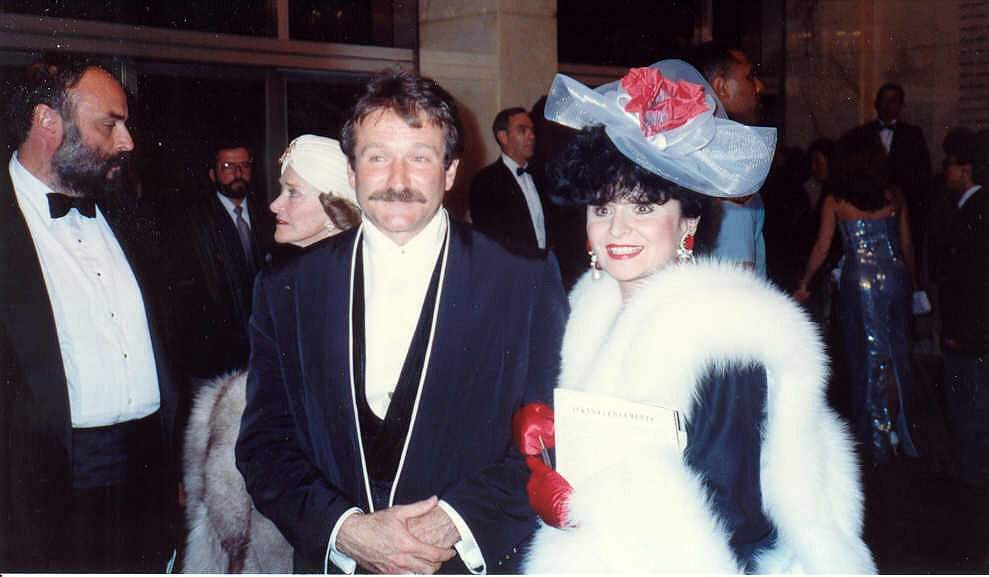
Robin Williams à la des Oscars en 1990 avec la journaliste Yola Czaderska-Hayek.

Par la suite, son interprétation dans Good Morning, Vietnam, dans lequel il joue un animateur de radio arrivé de Crète à Saïgon, lui vaut sa première nomination à l'Oscar du meilleur acteur en 1988. Elle est suivie de deux autres nominations en 1990 pour Le Cercle des poètes disparus, dans lequel il interprète le professeur de lettres John Keating, qui transmet à ses élèves le goût de la poésie et de la transgression, et en 1992 pour Le Roi pêcheur, où il donne la réplique à Jeff Bridges dans une fable autour de la rédemption.
Il remporte la statuette lors de la cérémonie de 1998, pour le Meilleur acteur dans un second rôle dans Will Hunting. Dans ce film, il interprète Sean Maguire, un psychiatre qui doit soigner les troubles du comportement de Will, un génie des mathématiques et un délinquant chronique. Ce film révèle l'acteur Matt Damon dans le rôle de Will ainsi que Ben Affleck.
En 1988, il joue à Broadway en compagnie de Steve Martin dans En attendant Godot de Samuel Beckett. La même année, il participe au clip vidéo de la chanson Don't Worry, Be Happy de Bobby McFerrin.
En 1992, les studios d'animation Disney s'inspirent de Robin Williams pour créer le personnage du « Génie » dans le film Aladdin et l'acteur développe le personnage, lui donnant sa voix dans la version originale mais aussi en créant de nombreux gags animés par la suite. Toutefois, il demande à Disney de ne pas utiliser sa voix pour commercialiser le film, ce qui se produit pourtant. Une dispute débute alors entre le studio et l'acteur. Robin Williams est ainsi remplacé en 1994 par Dan Castellaneta pour la première suite du film et la série télévisée qui en a été tirée. Mais, il revient pour le troisième film en 1996 et participe en 1999 à L'Homme bicentenaire, d'après l'œuvre de l'écrivain de science fiction Isaac Asimov , de Touchstone Pictures.
Fin 1993, selon une source anonyme au sein du studio, le succès au cinéma de l'acteur est dû à Disney, à la suite des films produits par Touchstone Pictures, Good Morning, Vietnam et Le Cercle des poètes disparus.
En 1994, l'acteur est récompensé par un Golden Globe du meilleur acteur dans un film musical ou une comédie, un American Comedy Award et un MTV Movie Award pour son rôle dans Madame Doubtfire. Dans ce film, il interprète un père de famille en instance de divorce qui, pour être au contact de ses trois enfants, se grime et se travestit en gouvernante pour se faire engager par son ex-femme. Entre-temps, il enchaîne des films grand public comme Hook de Steven Spielberg, dans lequel il incarne le célèbre Peter Pan.

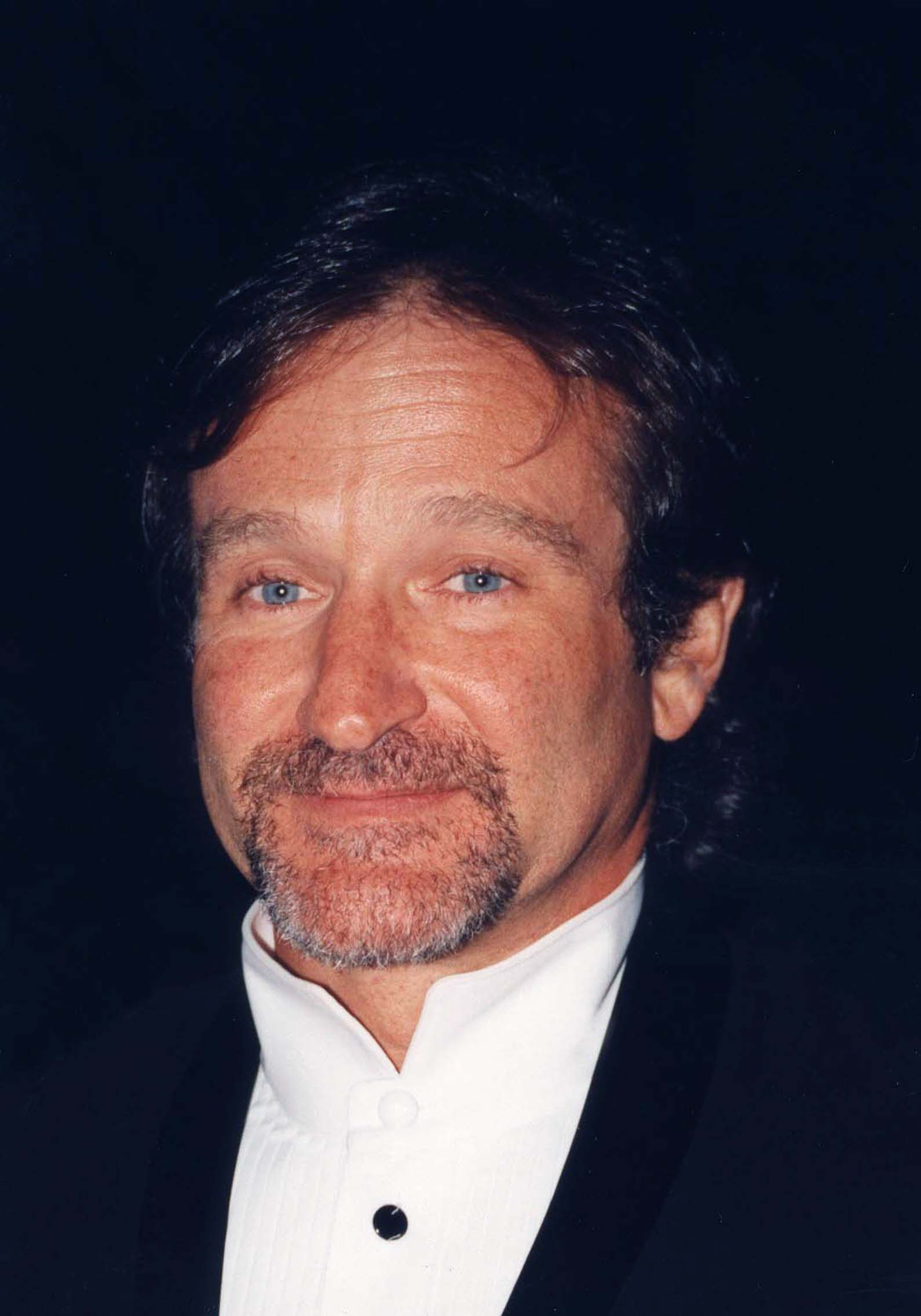
Robin Williams en 1996.

L'important succès commercial de Madame Doubtfire en 1993 fait de lui un des acteurs les plus populaires d'Hollywood. Il accepte ensuite de tenir le rôle de l'homme politique homosexuel Harvey Milk dans la biographie que prépare le réalisateur Gus Van Sant, mais des désaccords avec la production font que Van Sant abandonne le projet pour plusieurs années. C'est finalement Sean Penn qui interprète le rôle en 2008.
En 1995, il apparaît pour le petit rôle de John Jacob Jingleheimer Schmidt dans le film Extravagances. Il y aide Vida (Patrick Swayze), Noxima (Wesley Snipes) et Gigi (John Leguizamo) à partir de New York pour aller à « Foliland », alias Hollywood, mais n'apparaît pas au générique.

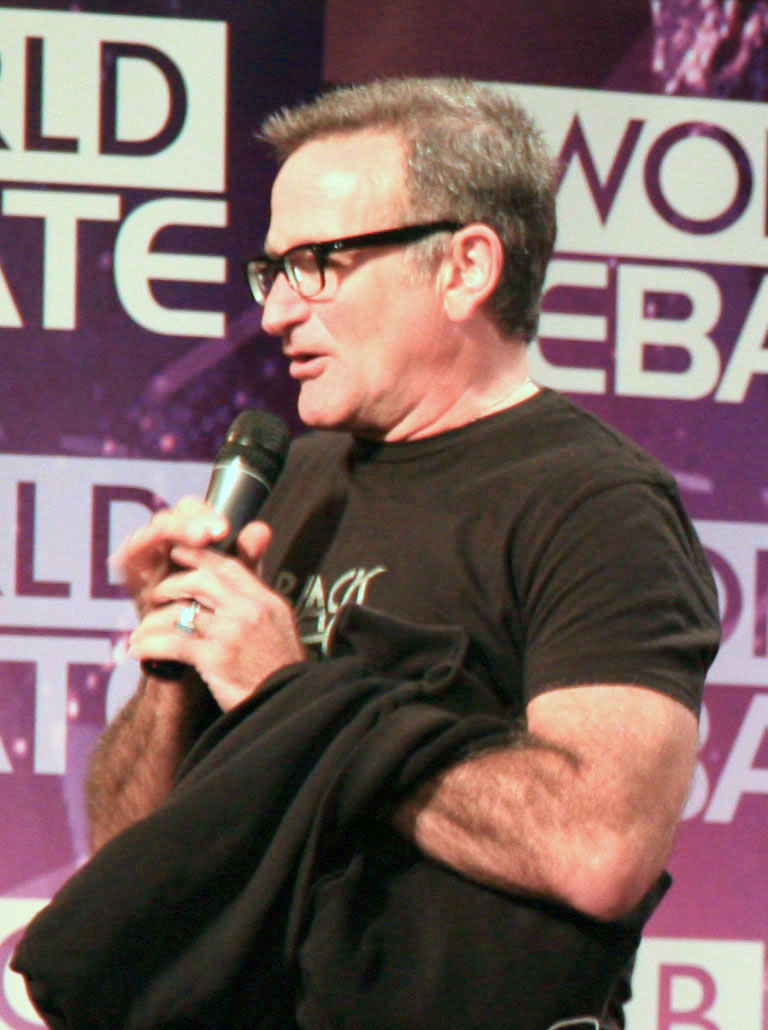
Robin Williams en 2008.

Après cette décennie fructueuse, il interprète en 2002 le tueur psychopathe Walter Finch dans Insomnia, un film policier du jeune réalisateur Christopher Nolan où il partage l'affiche avec Al Pacino et Hilary Swank. Le film est un succès critique et public. La même année, dans Photo Obsession de Mark Romanek, il joue le rôle de Sy Parrish, un employé maniaque d'un laboratoire de développement de photographies d'un centre commercial, obsédé par une famille faisant partie de sa clientèle. L'acteur, jusque-là habitué à jouer le rôle de personnages sympathiques, parvient à travers ces deux rôles à montrer l'étendue de son talent,,,.
En 2005, il reçoit le prix Cecil B. DeMille en reconnaissance pour sa carrière et de ses succès. Il en profite pour présenter ses enfants venus assister, avec sa conjointe de l'époque Marsha Garces Williams (en), à la cérémonie.
Le 30 janvier 2011, il annonce être en lice pour le rôle d'Hugo Strange dans The Dark Knight Rises de Christopher Nolan. Néanmoins, le personnage n'apparaît pas dans le film.
En juin 2011, il apparaît avec sa fille Zelda dans une publicité pour la sortie du remake de The Legend of Zelda: Ocarina of Time, sur Nintendo 3DS,. Il apparait de même lors de la sortie du jeu The Legend of Zelda: Skyward Sword, toujours aux côtés de sa fille.
En 2013, il obtient le rôle principal dans la série télévisée The Crazy Ones aux côtés de Sarah Michelle Gellar, mais celle-ci est annulée après sa première saison de diffusion.

### Engagement auprès des troupes américaines
Robin Williams participe à de nombreuses tournées organisées par l'United Service Organizations (USO) et le département de la Défense pour soutenir le moral des troupes américaines, auprès desquelles il est particulièrement apprécié.
Il s'est notamment produit au camp Arifjan (en) au Koweït, au camp Liberty (en) en Irak, au camp Phoenix (en) et à la base aérienne de Bagram en Afghanistan, dans le golfe Persique, au Bahreïn et en Asie du Sud-Ouest.

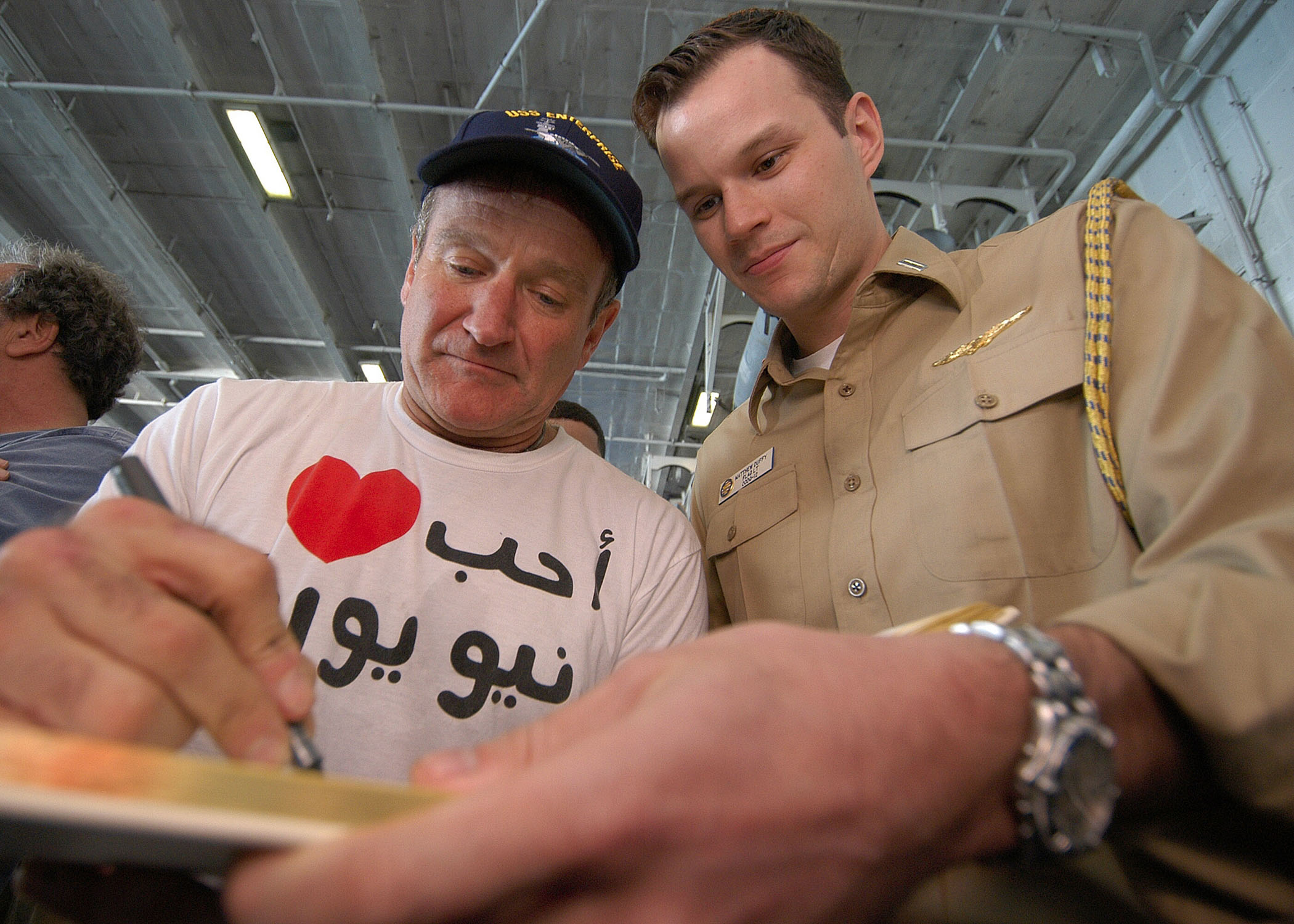
Robin Williams signant un autographe à un marin de l'USS Enterprise en 2003.
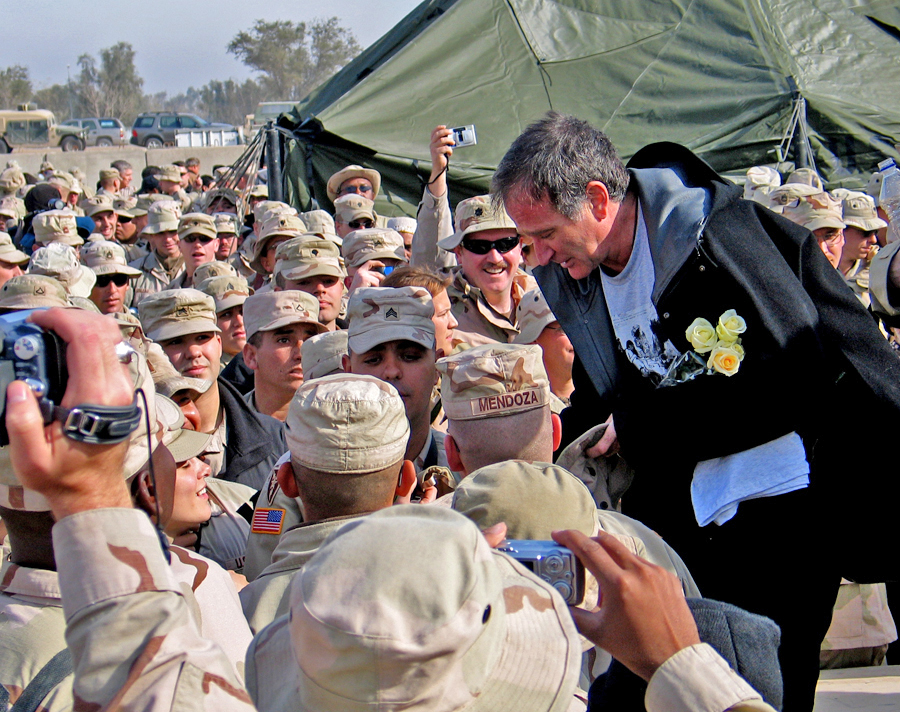
Robin Williams aux côtés des soldats américains à Bagdad en 2004.
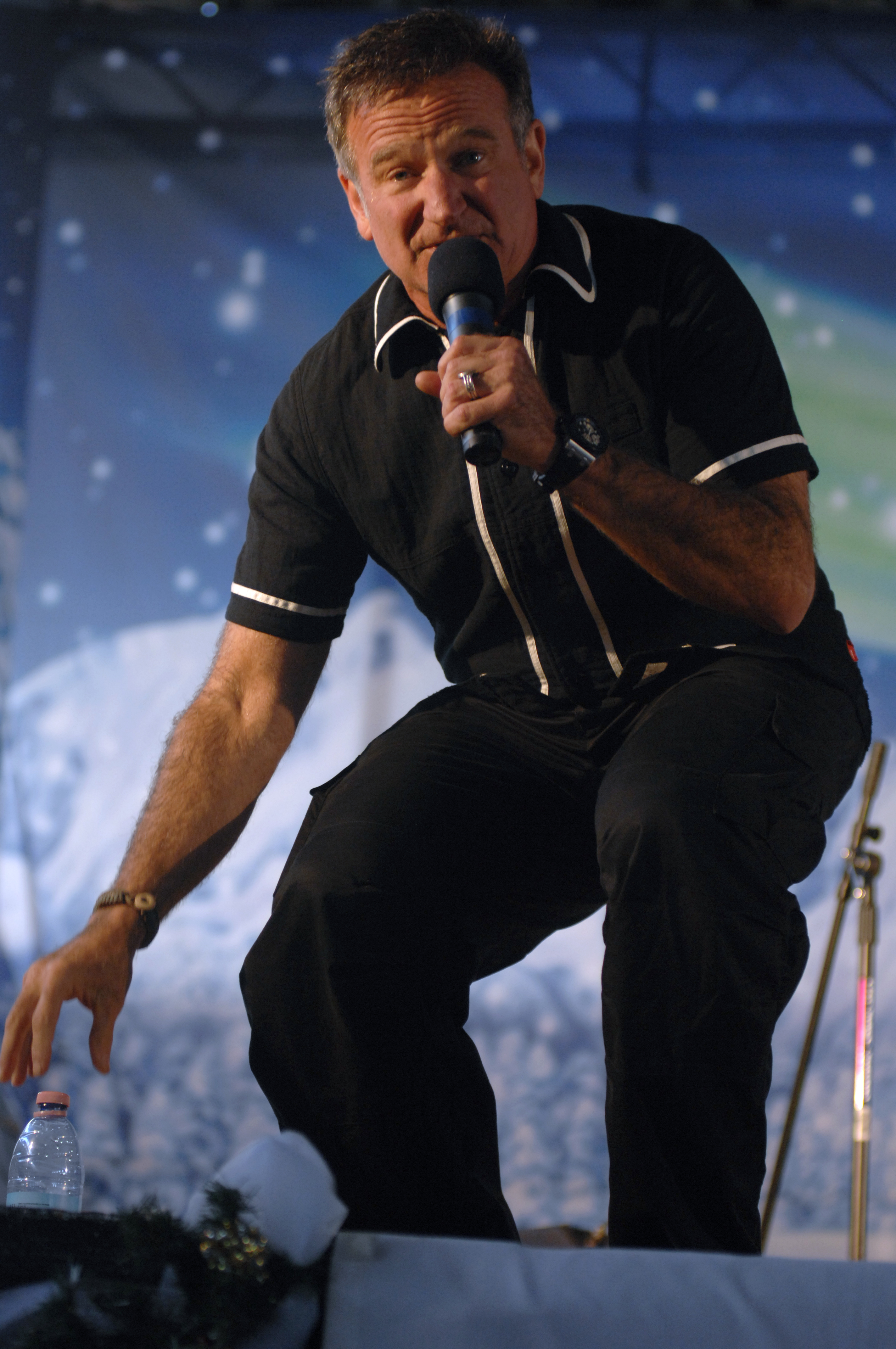
Robin Williams lors d'un spectacle de vacances pour la communauté de l'United Service Organizations (USO) à la base aérienne d'Aviano (Italie), le 22 décembre 2007.
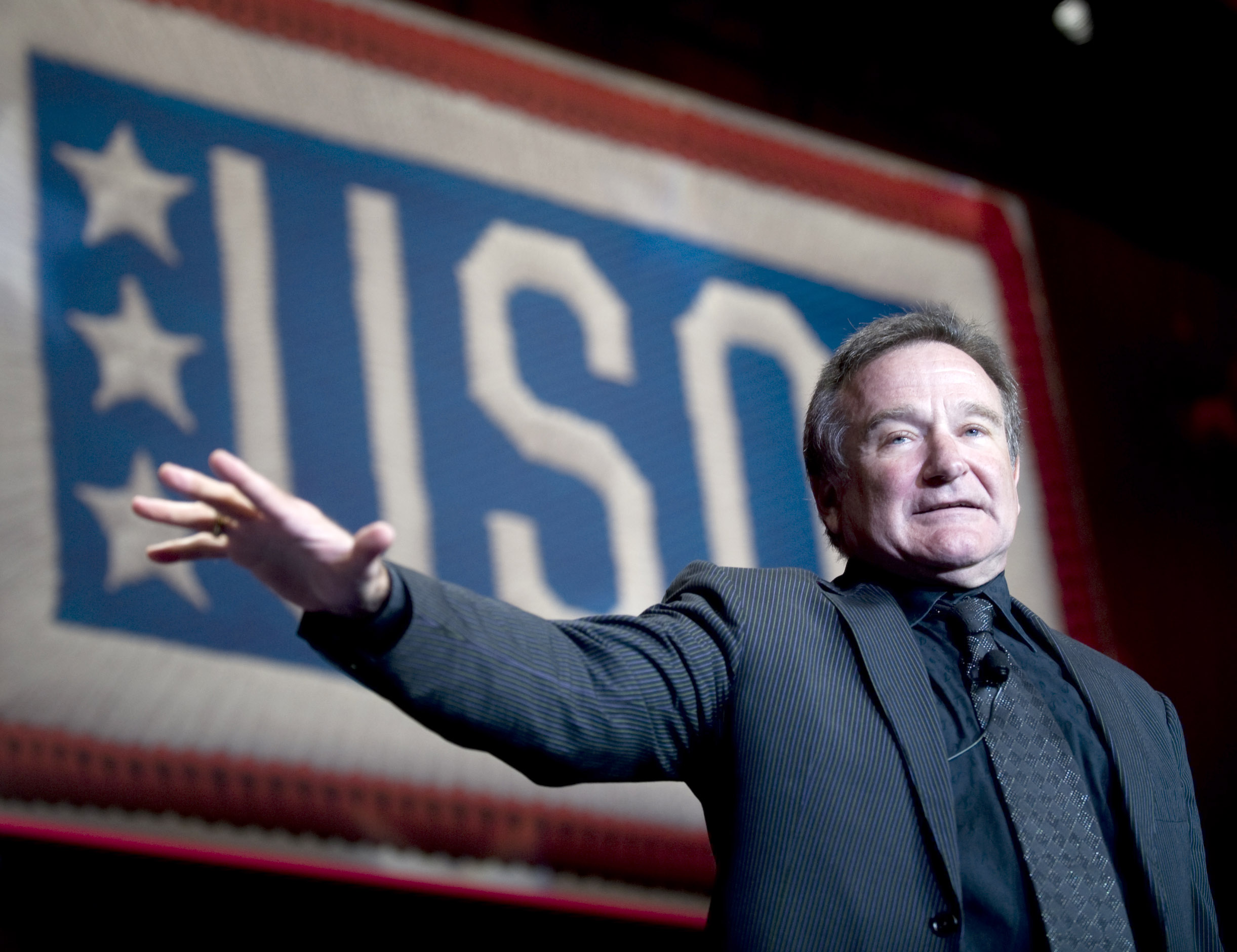
Robin Williams sur la scène du Gala de l'USO World 2008 à Washington, D.C.

### Philanthropie
Son ancien agent Brian Lord a dévoilé son engagement auprès des personnes sans-abris. Dans chacun de ses avenants complétant ses contrats de tournages ou d’événements, Robin Williams y ajoutait une condition qui était non négociable : celle d'engager des personnes SDF.

### Mort
Le 11 août 2014, à l'âge de 63 ans, Robin Williams est retrouvé mort dans sa maison californienne de Paradise Cay. D’après la police, il aurait été retrouvé pendu à une ceinture, avec un couteau à côté de lui. Son poignet gauche était entaillé d'une dizaine de petites coupures. Cependant, ces coupures superficielles ne seraient pas la cause de sa mort, attribuée, selon un officier de police, à « un suicide dû à l’asphyxie à cause d’une pendaison ».
Le lendemain de sa mort, son corps est incinéré à la chapelle des Collines en San Anselmo et ses cendres sont dispersées dans la baie de San Francisco. Selon son attaché de presse, l'acteur souffrait « ces derniers temps d'une sévère dépression ».

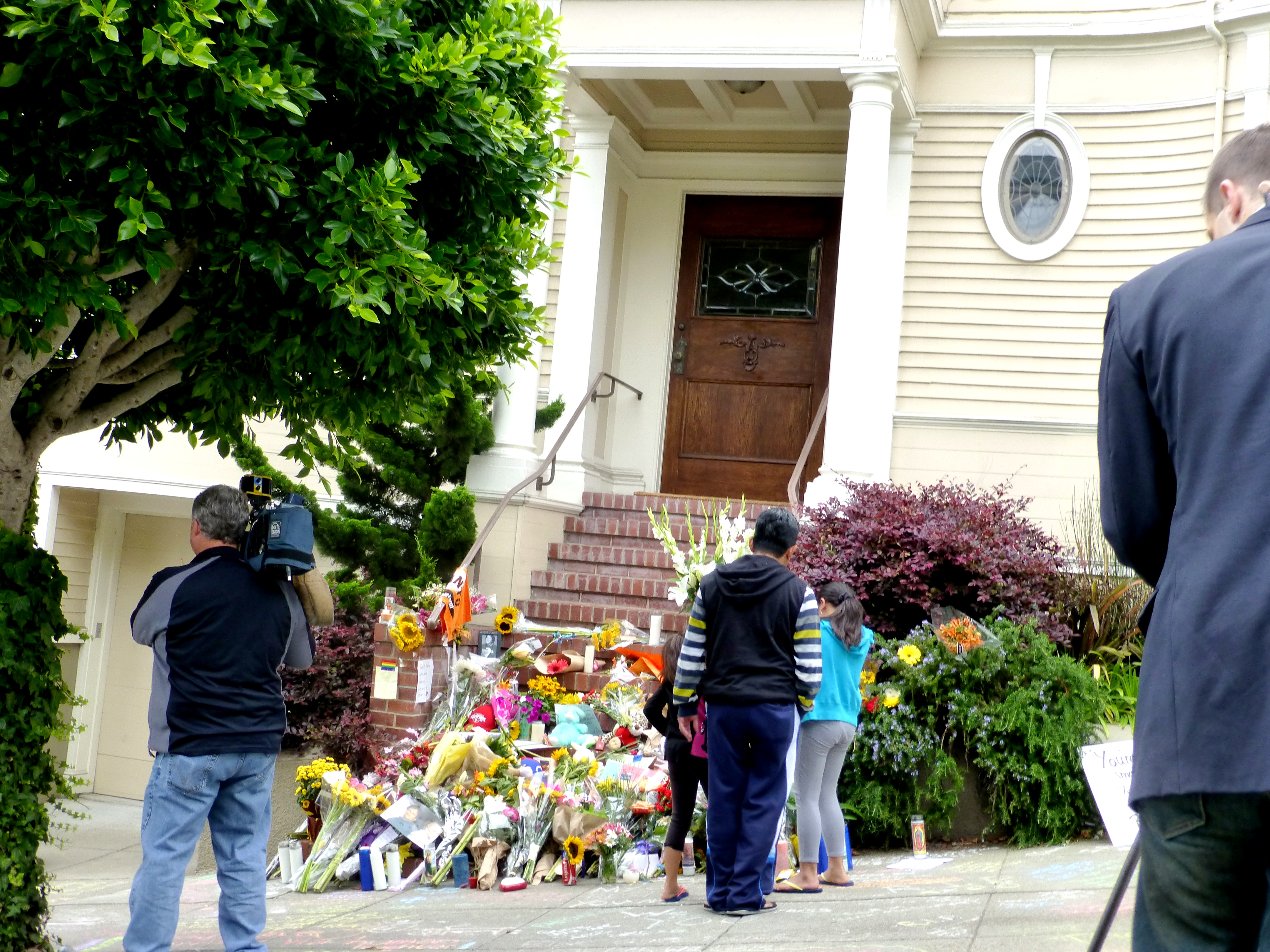
Hommage rendu à Robin Williams par des fans sur les marches de la maison de San Francisco utilisée pour Madame Doubtfire, le 13 août 2014.

Peu après sa mort, son épouse, Susan Schneider, déclare dans un communiqué : « Ce matin, j'ai perdu mon mari et mon meilleur ami, et le monde, l'un de ses artistes les plus appréciés. J'ai le cœur brisé ». Le 14 août 2014, elle précise que Robin Williams souffrait également des premiers stades de la maladie de Parkinson dont le diagnostic avait été posé en mars 2014 et qu'il était totalement sobre depuis des années. En novembre 2015, elle explique à plusieurs médias américains que son mari souffrait de la démence à corps de Lewy, qui n'a été découverte que lors de l'autopsie. C'est la conscience de sa santé mentale dégradée qui aurait conduit l'acteur à mettre fin à ses jours,.

### Hommages

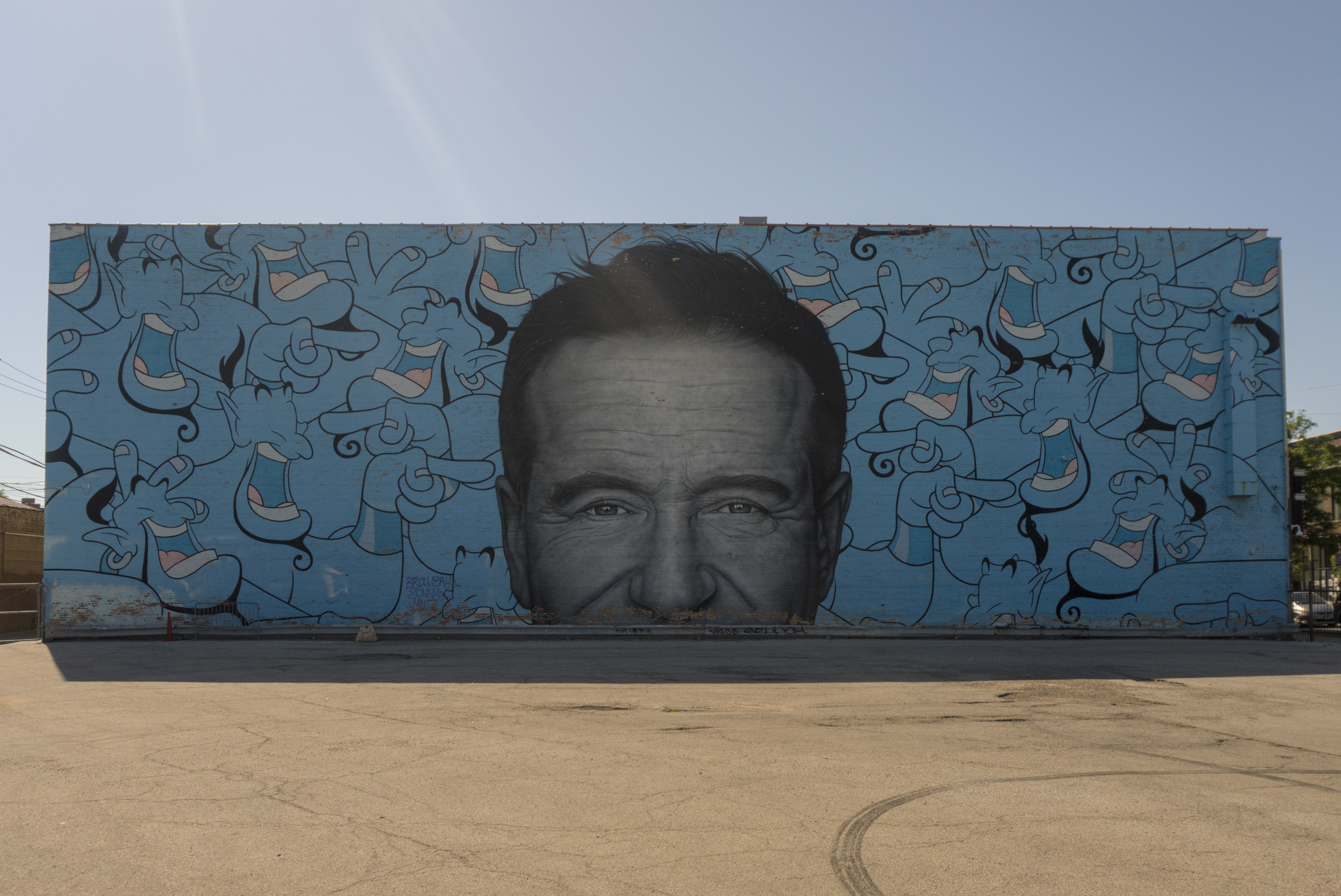
Le Mural of Robin Williams, une fresque monumentale située à Chicago (sa ville natale) fut peinte en 2018 en son honneur.

De nombreux hommages ont été rendus à l'acteur par ses confrères du cinéma et d'autres personnalités. L'acteur Steve Martin, ami de Robin Williams, s'est dit « sonné ». Barack Obama, alors président des États-Unis, a déclaré sur Twitter : « Robin Williams était un aviateur, un médecin, un génie, une nounou… et tout le reste. Mais, il était unique en son genre ». Le secrétaire d’État à la Défense Chuck Hagel a également rendu hommage à l’acteur dans un communiqué dans lequel il déclare : « Le département de la Défense tout entier pleure la disparition de Robin Williams. Robin était un acteur et humoriste surdoué, mais aussi un vrai ami et supporter de nos troupes ».
Pour la sortie de leur seizième album studio intitulé The Book of Souls (sorti quelques mois après la mort de l'acteur), le groupe Iron Maiden rend hommage à l'acteur à travers la chanson Tears of a Clown.
Plusieurs pétitions de fans ont rapidement demandé des personnages de jeux vidéo à l'image de Robin Williams et de ses rôles dans Madame Doubtfire ou Docteur Patch par exemple. Les franchises World of Warcraft et Zelda ont été les premières à recevoir positivement ces pétitions.
En juillet 2019, soit cinq ans après la mort de l'acteur, son fils aîné Zachary Williams lui rend hommage en racontant les derniers jours de la vie de son père. La même année, Cody, le fils cadet de l’acteur, a quant à lui décidé de se marier le 21 juillet, jour de l’anniversaire de son père.

### Vie privée et amitiés

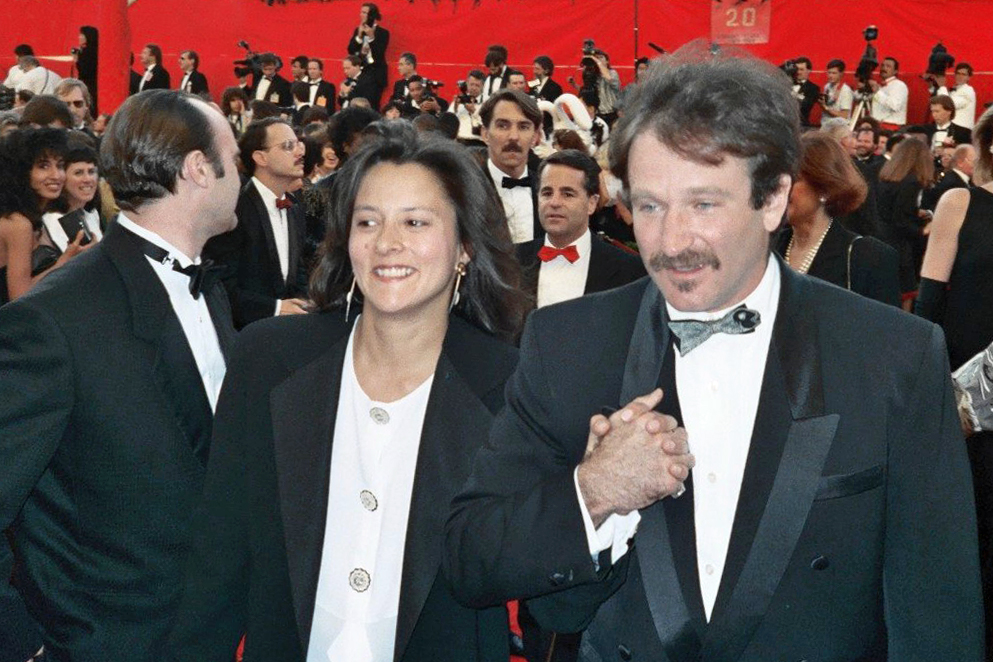
Marsha et Robin Williams en 1989.

Membre de l'église épiscopale des États-Unis, Robin Williams a eu trois enfants :
- Zachary (1983), de son premier mariage avec Valerie Velardi, dont il a divorcé à la suite d'une relation extra-conjugale avec Michelle Tish Carter[note 1] ;
- Zelda (1989) et Cody (1991), de son second mariage avec Marsha Garces Williams (en), l'ancienne nourrice de Zachary.

En 2008 après dix-neuf ans de vie commune, il divorce de Marsha Garces, qui demande la garde légale de Cody, avec droit de visite pour Williams.
Le 24 mars 2009, Williams est opéré du cœur à Cleveland pour le remplacement de la valve aortique et pour la réparation de la valve mitrale.
Le 23 octobre 2011, il épouse Susan Schneider à Saint Helena en Californie.
Consommateur de cocaïne dans les années 1970 et 1980, Robin Williams a longtemps lutté contre l'alcoolisme et a effectué plusieurs séjours en cure de désintoxication, notamment en 2006.
Le choix du prénom de sa fille, Zelda, est inspiré du jeu vidéo The Legend of Zelda, apprécié de son fils aîné Zachary.
Robin Williams s'était lié d'amitié à certaines personnalités comme Christopher Reeve et Billy Crystal.
- Reeve était un de ses collègues étudiants de théâtre dans la prestigieuse Juilliard School : il lui a remis son premier Golden Globe en 1979[6] ; à son tour, Williams a rendu hommage à son ami, en lui dédiant à titre posthume le prix Cecil B. DeMille qu'il venait de recevoir lors de la cérémonie des Golden Globes de 2005[18].
- Williams a participé à quelques spectacles communs avec Crystal (notamment le Comic Relief VII en 1996 avec Whoopi Goldberg[38]), à des remises de prix ainsi qu'à un épisode de Friends.

## Filmographie
Sauf indication contraire, les informations mentionnées dans cette section peuvent être confirmées par la base de données cinématographiques IMDb,  présente dans la section « Liens externes ».

### Cinéma

#### Années 1970-1980
- 1977 : Can I Do It 'Till I Need Glasses? (en) de I. Robert Levy : l'avocat / l'homme souffrant de maux de dents
- 1980 : Popeye de Robert Altman : Popeye
- 1982 : Le Monde selon Garp (The World According to Garp) de George Roy Hill : Garp
- 1983 : Les Survivants (The Survivors) de Michael Ritchie : Donald Quinelle
- 1984 : Moscou à New York (Moscow on the Hudson) de Paul Mazursky : Vladimir Ivanov
- 1986 : La Dernière Passe (The Best of Times) de Roger Spottiswoode : Jack Dundee
- 1986 : Club Paradis (Club Paradise) de Harold Ramis : Jack Moniker
- 1986 : Seize the Day de Fielder Cook : Tommy Wilhelm
- 1987 : Good Morning, Vietnam de Barry Levinson : Adrian Cronauer
- 1988 : Portrait of a White Marriage de Harry Shearer : le vendeur d'air conditionné
- 1988 : Les Aventures du baron de Münchhausen (The Adventures of Baron Munchausen) de Terry Gilliam : Roger, le roi de la Lune (crédité « Ray D. Tutto[39] »)
- 1989 : Le Cercle des poètes disparus (Dead Poets Society) de Peter Weir : John Keating

#### Années 1990
- 1990 : Cadillac Man de Roger Donaldson : Joey O'Brien
- 1990 : L'Éveil (Awakenings) de Penny Marshall : Dr Malcolm Sayer
- 1991 : Dead Again de Kenneth Branagh : Dr Cozy Carlisle
- 1991 : The Fisher King : Le Roi pêcheur (The Fisher King) de Terry Gilliam : Parry
- 1991 : Hook ou la Revanche du capitaine Crochet (Hook) de Steven Spielberg : Peter Banning alias Peter Pan
- 1992 : Les Aventures de Zak et Crysta dans la forêt tropicale de FernGully (FernGully: The Last Rainforest), de Bill Kroyer : Batty (voix)
- 1992 : Aladdin de Ron Clements et John Musker : le Génie / le colporteur (voix)
- 1992 : Shakes the Clown de Bob Goldthwait : le professeur de mime (crédité sous le pseudonyme de Marty Fromage)
- 1992 : Toys de Barry Levinson : Leslie Zevo
- 1993 : Les Mille et Une Vies d'Hector (Being Human) de Bill Forsyth : Hector
- 1993 : Madame Doubtfire (Mrs. Doubtfire) de Chris Columbus : Daniel Hillard / Mrs Doubtfire (également producteur)
- 1995 : Jumanji, de Joe Johnston : Alan Parrish
- 1995 : Neuf Mois aussi (Nine Months) de Chris Columbus : Dr Kosevich
- 1996 : Birdcage (The Birdcage) de Mike Nichols : Armand Goldman
- 1996 : Jack de Francis Ford Coppola : Jack Charles Powell (également producteur)
- 1996 : Aladdin et le Roi des voleurs (Aladdin and the King of Thieves) (vidéo) de Tad Stones : le Génie (voix)
- 1996 : L'Agent secret (The Secret Agent) de Christopher Hampton : le Professeur (non crédité)
- 1996 : Hamlet de Kenneth Branagh : Osric
- 1997 : Drôles de pères (Fathers' Day) d'Ivan Reitman : Dale Putley
- 1997 : Harry dans tous ses états (Deconstructing Harry) de Woody Allen : Mel
- 1997 : Flubber de Les Mayfield : Pr Philip Brainard
- 1997 : Will Hunting (Good Will Hunting) de Gus Van Sant : Sean Maguire
- 1998 : Au-delà de nos rêves (What Dreams May Come) de Vincent Ward : Chris Nielsen
- 1998 : Docteur Patch (Patch Adams) de Tom Shadyac : Patch Adams
- 1999 : Jakob le menteur (Jakob the Liar) de Peter Kassovitz : Jakob
- 1999 : L'Homme bicentenaire (Bicentennial Man) de Chris Columbus : Andrew Martin

#### Années 2000
- 2001 : A.I. Intelligence artificielle (Artificial Intelligence: AI) de Steven Spielberg : Dr Sais-Tout (Dr Know en VO) (voix)
- 2002 : Photo Obsession (One Hour Photo) de Mark Romanek : Seymour Parrish
- 2002 : Crève, Smoochy, crève ! (Death to Smoochy) de Danny DeVito : Rudolph Smiley
- 2002 : Insomnia de Christopher Nolan : Walter Finch
- 2004 : Final Cut (The Final Cut) de Omar Naim : Alan Hakman
- 2004 : Le Prince de Greenwich Village (House of D) de David Duchovny : Pappass
- 2004 : Noël (Noel) de Chazz Palminteri : Charlie Boyd (non crédité)
- 2005 : The Big White de Mark Mylod : Paul Barnell
- 2005 : Robots de Chris Wedge et Carlos Saldanha : Fender (voix)
- 2006 : Camping-car (RV) de Barry Sonnenfeld : Bob Munro
- 2006 : The Night Listener de Patrick Stettner : Gabriel Noone
- 2006 : La Nuit au musée (Night at the Museum) de Shawn Levy : Theodore Roosevelt
- 2006 : Man of the year de Barry Levinson : Tom Dobbs
- 2006 : Happy Feet de George Miller : Ramon / Lovelace (voix)
- 2007 : Permis de mariage (License to Wed) de Ken Kwapis : le révérend Frank
- 2008 : August Rush de Kirsten Sheridan : Maxwell « Wizard » Wallace
- 2008 : Le Psy d'Hollywood (Shrink) de Jonas Pate : Jack Holden
- 2009 : La Nuit au musée 2 (Night at the Museum : Battle of the Smithsonian) de Shawn Levy : Theodore Roosevelt
- 2009 : Papy-Sitter (Old Dogs) de Walt Becker : Dan
- 2009 : World's Greatest Dad de Bobcat Goldthwait : Lance Clayton

#### Années 2010
- 2011 : Happy Feet 2 de George Miller : Ramón et Lovelace (voix)
- 2013 : Un grand mariage (The Big Wedding) de Justin Zackham : le père Monighan
- 2013 : The Face of Love d'Arie Posin : Roger
- 2013 : Le Majordome (The Butler) de Lee Daniels : Dwight David Eisenhower
- 2014 : Boulevard de Dito Montiel : Nolan Mack
- 2014 : Deuxième Chance à Brooklyn (The Angriest Man In Brooklyn) de Phil Alden Robinson : Henry Altmann
- 2014 : Un foutu conte de Noël (A Merry Friggin' Christmas) de Tristram Shapeero : Mitch Mitchler
- 2014 : La Nuit au musée : Le Secret des Pharaons (Night at the Museum: Secret of the Tomb) de Shawn Levy : Theodore Roosevelt / Garuda (voix)
- 2015 : Absolutely Anything de Terry Jones : Dennis, le chien (voix)

#### Années 2020
- 2023 : Il était une fois un studio (Once Upon a Studio) de Trent Correy et Dan Abraham : le Génie (voix)
- 2024 : Super/Man : L'Histoire de Christopher Reeve (Super/Man: The Christopher Reeve Story) (documentaire) de Ian Bonhôte et Peter Ettedgui : lui-même (images d'archives)

### Télévision

#### Téléfilms
- 1987 : Dear America : Lettres du Viêt Nam (Dear America: Letters Home from Vietnam) (documentaire) de Bill Couturié : Baby-san (voix)
- 1987 : Jonathan Winters: On the Ledge de Peter Ferrara : le protégé de Big Eddie
- 1991 : A Wish for Wings That Work de Skip Jones : le kiwi (voix, crédité sous le nom de Sudy Nim)
- 1994 : In Search of Dr. Seuss de Vincent Paterson : le père
- 2003 : Modèle:The Rutles 2: Can't Buy Me Lunch d'Eric Idle : Hans Hänkie

#### Séries télévisées
- 1977 : Huit, ça suffit ! (Eight Is Enough) - 1 épisode : un membre du groupe
- 1978 : America 2-Night - 2 épisodes
- 1978-1979 : Happy Days - 2 épisodes : Mork
- 1978-1982 : Mork and Mindy - 94 épisodes : Mork
- 1982 : Mork & Mindy/Laverne & Shirley/Fonz Hour (en) - 14 épisodes : Mork (voix)
- 1990 : The Earth Day Special (en)
- 1991-2012 : Sesame Street - 14 épisodes : lui-même
- 1992-1994 : The Larry Sanders Show - 2 épisodes : lui-même
- 1994 : Homicide ( Homicide: Life on the Street) - 1 épisode : Robert Ellison
- 1997 : Friends - saison 3, épisode 24 : Thomas (caméo non crédité)
- 1997 : Great Minds Think for Themselves (voix)
- 1999 : L.A. Doctors - 1 épisode : Hugo Kinsley
- 2003 : Freedom: A History of Us - 4 épisodes : Josiah Quincy II (en) / Ulysses S. Grant / Orville et Wilbur Wright / le fermier du Missouri
- 2003 : Life with Bonnie (en) - 1 épisode : Kevin Powalski
- 2008 : New York, unité spéciale (Law and Order: Special Victims Unit) - Saison 9, épisode 17 : Merritt Rook
- 2009 : Bob l'éponge (SpongeBob SquarePants) - 1 épisode : lui-même (voix)
- 2012 : Wilfred - 1 épisode : Dr Eddy
- 2012 : Louie - 1 épisode : Robin
- 2013-2014 : The Crazy Ones - 22 épisodes : Simon Roberts

#### Émissions TV
- 1977 : Laugh-In (Rowan & Martin's Laugh-In)
- 1977 : The Richard Pryor Show - 2 épisodes
- 1981-2010 : Saturday Night Live - apparitions multiples
- 1982 : E.T. and Friends: Magical Movie Visitors : lui-même
- 1982 : Faerie Tale Theatre - 1 épisode : la grenouille / prince Robin
- 1982 : Second City Television - 1 épisode
- 1986 : 58e cérémonie des Oscars : co-présensateur de la cérémonie
- 1987 : Carol, Carl, Whoopi and Robin (special)
- 2000 : Whose Line Is It Anyway? - 1 épisode

### Autres performances
- 1988 : Rabbit Ears: Pecos Bill : le narrateur (voix - livre audio)
- 1988 : Don't Worry, Be Happy : lui-même (clip vidéo de Bobby McFerrin)
- 1992 : Le Visionarium (From Time to Time) de Jeff Blyth : Timekeeper (voix - attraction)
- 1993 : Rabbit Ears: The Fool and the Flying Ship : le narrateur (voix - livre audio)
- 1995 : Aladdin on Ice de Steve Binder : le Génie (voix - spectacle sur glace)
- 2011 : Cobra Starship (You Make Me Feel) : lui-même (clip avec sa fille Zelda)

## Discographie
- 1998 : In My Life de George Martin - chante avec Bobby McFerrin sur Come Together.

## Distinctions

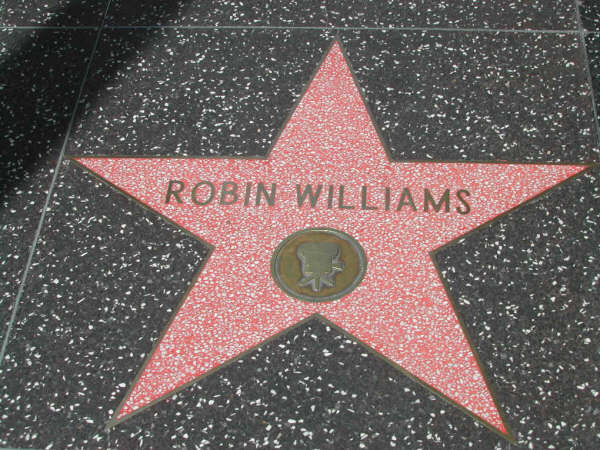
L’étoile de Robin Williams sur le Hollywood Walk of Fame.

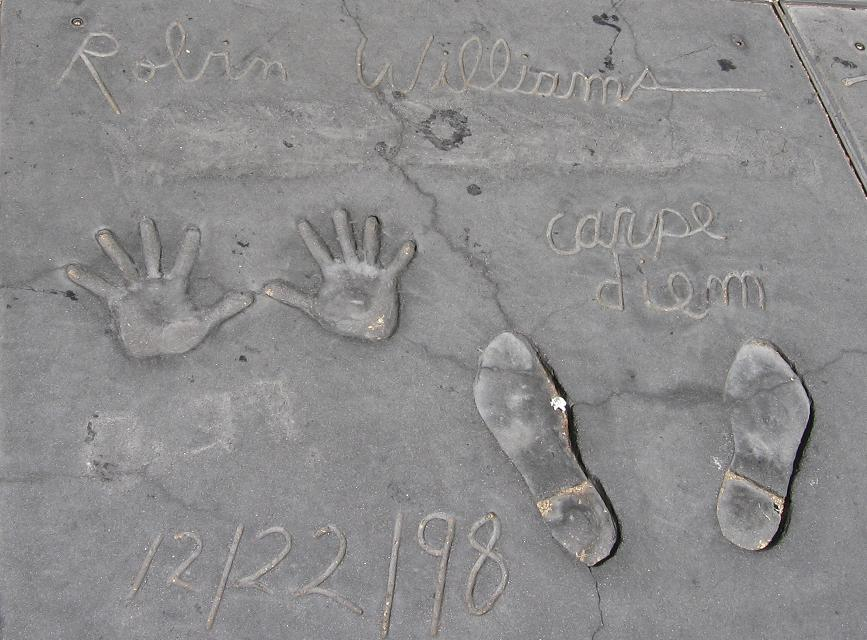
Les marques de Robin Williams devant le Grauman's Chinese Theatre sur Hollywood Boulevard.

### Récompenses
Oscars du cinéma :
- Oscars 1998 : Oscar du meilleur acteur dans un second rôle pour Will Hunting.

Golden Globes :
- Golden Globes 1979 : Golden Globe du meilleur acteur dans une série télévisée musicale ou comique pour Mork and Mindy
- Golden Globes 1988 : Golden Globe du meilleur acteur dans un film musical ou une comédie pour Good Morning, Vietnam.
- Golden Globes 1992 : Golden Globe du meilleur acteur dans un film musical ou une comédie pour The Fisher King : Le Roi pêcheur
- Golden Globes 1993 : Golden Globe pour une contribution spéciale pour son travail vocal dans une comédie d'animation pour son doublage du « Génie de la lampe » et de « Peddler, le colporteur » dans Aladdin
- Golden Globes 1994 : Golden Globe du meilleur acteur dans un film musical ou une comédie pour Madame Doubtfire
- Golden Globes 2005 : Cecil B. DeMille Award pour l'ensemble de sa carrière

Primetime Emmy Awards :
- Primetime Emmy Awards 1987 : Meilleure prestation individuelle pour une émission de variétés ou musicale pour Carol, Carl, Whoopi and Robin (en)
- Primetime Emmy Awards 1988 : Meilleure prestation individuelle pour une émission de variétés ou musicale pour ABC Presents: A Royal Gala

MTV Movie Awards :
- MTV Movie Awards 1993 : Meilleure performance comique pour Aladdin
- MTV Movie Awards 1994 : Meilleure performance comique pour Madame Doubtfire (Mrs. Doubtfire)

### Nominations
Oscars du cinéma :
- Oscars 1988 : Oscar du meilleur acteur pour Good Morning, Vietnam
- Oscars 1990 : Oscar du meilleur acteur pour Le Cercle des poètes disparus
- Oscars 1992 : Oscar du meilleur acteur pour The Fisher King : Le Roi pêcheur

Golden Globes :
- Golden Globes 1980 : Golden Globe du meilleur acteur dans une série télévisée musicale ou comique pour Mork and Mindy
- Golden Globes 1985 : Golden Globe du meilleur acteur dans un film musical ou une comédie pour Moscou à New York
- Golden Globes 1990 : Golden Globe du meilleur acteur dans un film dramatique pour Le Cercle des poètes disparus
- Golden Globes 1991 : Golden Globe du meilleur acteur dans un film dramatique pour L'Éveil
- Golden Globes 1998 : Golden Globe du meilleur acteur dans un second rôle pour Will Hunting
- Golden Globes 1999 : Golden Globe du meilleur acteur dans un film musical ou une comédie pour Docteur Patch

Primetime Emmy Awards :
- Primetime Emmy Awards 1979 : Primetime Emmy Award du meilleur acteur dans une série télévisée comique pour Mork and Mindy
- Primetime Emmy Awards 1994 : Primetime Emmy Award du meilleur acteur dans une série télévisée dramatique pour Homicide
- Primetime Emmy Awards 1996 : meilleure prestation individuelle dans une émission de variétés ou musicale pour Comic Relief VII, partagé avec Whoopi Goldberg et Billy Crystal
- Primetime Emmy Awards 2003 : meilleure prestation individuelle dans une émission de variétés ou musicale pour Robin Williams Live on Broadway
- Primetime Emmy Awards 2003 : meilleur scénario dans une émission de variétés ou musicale pour Robin Williams Live on Broadway
- Primetime Emmy Awards 2008 : Primetime Emmy Award du meilleur acteur invité dans une série télévisée dramatique pour New York, unité spéciale
- Primetime Emmy Awards 2010 : meilleure émission spéciale de variété, musicale ou comique avec Robin Williams: Weapons of Self Destruction, partagé avec les producteurs David Steinberg, Marty Callner (en), Randall Gladstein et Mason Steinberg

BAFTAs :
- BAFTA 1989 : British Academy Film Award du meilleur acteur pour Good Morning, Vietnam
- BAFTA 1990 : British Academy Film Award du meilleur acteur pour Le Cercle des poètes disparus

### Hommages
Le jeu vidéo The Legend of Zelda: Breath of the Wild (2017), sorti trois ans après la mort de l'acteur, lui rend hommage avec un personnage le représentant.
En 2019, les Studios Disney dédient la nouvelle version du film Aladdin, sorti en mai de cette année, à la mémoire de Robin Williams (qui avait interprété le rôle du génie de la lampe dans le film d'animation de 1992) et à Howard Ashman (parolier)[réf. souhaitée]. L'acteur Will Smith qui reprend le rôle de Williams dans cette version, a annoncé que son interprétation avait pour but de rendre hommage à la performance de l'acteur, tout en y apportant son adaptation personnelle.
Avant son décès en 2014, Robin Williams avait toutefois exigé que sa voix (dont les studios Disney possédaient suffisamment d'enregistrements sonores non utilisés pour le premier film pour pouvoir quand même faire un nouveau film avec) ne soit pas utilisée dans un éventuel nouvel épisode du dessin animé. Il avait indiqué refuser que ces enregistrements soient utilisés « pendant 25 ans après sa mort ». Le comédien voulait, par cet acte éviter à sa famille d'encourir des « pénalités salariales dues à ses revenus posthumes ».

## Voix francophones
En France, Michel Papineschi a doublé Robin Williams dans la grande majorité de ses apparitions, le doublant pour la première fois dans L'Éveil en 1990 et devenant sa voix régulière au cours de la même décennie. Patrick Floersheim a été la première voix régulière de l'acteur au début de sa carrière, l'ayant doublé à 12 reprises de 1986 jusqu'à 1997. Éric Bonicatto l'a également doublé dans World's Greatest Dad et Deuxième chance à Brooklyn.[réf. nécessaire]
À titre exceptionnel, Robin Williams a été doublé par Jacques Balutin dans Popeye, Pierre Arditi dans Le Monde selon Garp, Maurice Sarfati dans Les Survivants, Igor De Savitch dans Moscou à New York, Jean-Claude Montalban dans La Dernière Passe, Jacques Frantz dans Club Paradis, Dominique Collignon-Maurin dans Jack et Jean-Claude Donda dans Les deux font la père. Dans Happy Days, il est d'abord doublé par Gilles Guillot, puis par Vincent Violette.
Au Québec, Luis de Cespedes et Vincent Davy sont principalement les voix québécoises régulières de l'acteur. Il y a également, de manière occasionnelle, Alain Zouvi dans Mort à Smoochy, Insomnie, VR et Mariage 101 ainsi qu'Hubert Gagnon dans Hook ou la Revanche du capitaine Crochet, Guy Nadon dans Les deux font la père, Yves Soutière dans Everyone's Hero et Manuel Tadros dans Une Nuit au musée : Le Secret du tombeau.
- Versions françaises :
  - Michel Papineschi dans L'Éveil, Hook ou la Revanche du capitaine Crochet, Jumanji, Will Hunting, Insomnia, etc.
  - Patrick Floersheim dans Le Pouvoir de l'argent, Good Morning Vietnam, Le Cercle des poètes disparus, Dead Again, Madame Doubtfire, etc.

- Versions québécoises (la liste indique les titres québécois) :
  - Luis de Cespedes dans Moi, papa !?, Jack, L'Homme bicentenaire, August Rush, Une Nuit au musée 2 : La Bataille du Smithsonian, etc.
  - Vincent Davy dans La Société des poètes disparus, Le Secret du bonheur, Jumanji, La Fête des pères, Le Destin de Will Hunting, etc.